# DeepL
DeepL (от англ. deep learning – дълбоко обучение) е онлайн преводач, базиран на машинен превод. Стартиран е от DeepL GmbH от Кьолн през август 2017 г. Услугата позволява превод на повече от 800 езикови двойки на базата на 31 езика и няколко техни диалекта.
Както твърдят разработчиците, към 2025 г. това е най-точният преводач в света.

## Начин на превода
Услугата използва конволюционни невронни мрежи, обучени върху базата данни на Linguee. Преводът се генерира с помощта на суперкомпютър с производителност 5,1 петафлопа, работещ в Исландия. Конволюционните невронни мрежи обикновено са малко по-подходящи за превод на дълги последователни словосъчетания, но дотогава не са използвани от конкурентите, които предпочитат да използват рекурентни невронни мрежи или статистически превод. Слабите страни на DeepL се преодоляват частично чрез добре познати допълнителни техники.
DeepL свободно обработва документи във формат .docx, .pptx. Запазват се бележките под линия, форматирането и вградените изображения. Онлайн услугата извършва преводи на повече от 800 езикови двойки, базирани на 31 езика.
Редовно участва в слепи тестове на качеството на преводите, като се конкурира с Google, Microsoft и Facebook.

## Използване
Текстове с дължина до 1500 знака (5000 знака при регистрация на акаунт) се превеждат безплатно. Търговските клиенти могат да използват платен софтуерен интерфейс, за да вградят DeepL в собствения си софтуер. Освен това DeepL се финансира от екранна реклама на сестринския сайт linguee.com.
Платената абонаментна услуга DeepL Pro за професионални преводачи, фирми и разработчици, която е достъпна от март 2018 г., разполага с програмен интерфейс и софтуерен плъгин за CAT инструменти, включително SDL Trados Studio. За разлика от безплатната версия, преведените текстове се запазват и дължината на текста в полето за въвеждане не е ограничена до 1500 знака. Моделът на ценообразуване има основна месечна такса, която включва определено количество текст. Текстовете над това количество се таксуват според броя на символите.
През октомври 2018 г. моделът на ценообразуване е преразгледан, така че вместо един модел на плащане да се предлагат различни опции.
През януари 2023 г. DeepL разработва нова услуга – DeepL Write за проверка и редактиране на текст. DeepL Write модифицира текста, който потребителят пише, благодарение на изкуствен интелект. В DeepL Write са налични английски, немски, френски и други езици. Може да се избере стилът и тонът на редактирания текст.
През ноември 2024 г. DeepL предоставя услугата DeepL Voice за гласов превод и глобално сътрудничество в реално време.

## История
Компанията Linguee GmbH е основана през 2008 г. от Гереон Фрахлинг и Леонард Финк в Кьолн. Те са създали речник на 25 езика, който може да се използва за превод чрез онлайн услуга. С излизането на DeepL през 2017 г. името на компанията е променено на DeepL GmbH.

## Поддържани езици
Към февруари 2024 г. DeepL поддържа следните езици:
- Английски (американски и британски вариант на английския)
- Арабски
- Български
- Унгарски
- Холандски
- Гръцки
- Датски
- Индонезийски
- Испански
- Италиански
- Китайски (опростен)
- Корейски
- Латвийски
- Литовски
- Немски
- Норвежки (Bokmål)
- Полски
- Португалски (бразилски и европейски)
- Румънски
- Руски
- Словашки
- Словенски
- Турски
- Украински
- Фински
- Френски
- Чешки
- Шведски
- Естонски
- Японски